# La casa (programa de televisión)
La casa fue un programa de televisión chileno del formato de telerrealidad o reality show transmitido por Canal 13 y producido por Promofilm. Los conductores eran Sergio Lagos y Karla Constant. El tema característico era un remix de "Casa nueva" de Tito Fernández.

## Estructura y desarrollo
La casa era un reality consistente en 16 participantes en duplas (8 parejas) que ingresan a una casa ubicada en los faldeos precordilleranos de La Florida denominado Lo Cañas, en Santiago de Chile.
El juego consiste en construir una vivienda la cual será el premio de la pareja ganadora, la cual, mediante turnos asignados por el arquitecto y el jefe de obra, deberán cumplir con un cierto horario, el cual si no se cumple será penalizado para la dupla. En la fase existe una pareja "marcada" la cual va a duelo con otra pareja la cual es elegida por la pareja "marcada", el ganador del duelo recibirá inmunidad durante un lapso de tiempo mientras la perdedora deberá ir a la fase de eliminación.
En un comienzo solo existió un "raidier" en un 60% el cual debieron terminar para empezar a construir la casa. Cada dupla tiene una cabaña de madera en la inmediación de la construcción la cual será su hogar por 3 meses. Además disponen de un lugar en común que es un quincho, en el que están: la cocina, el comedor y una sala de estar y de recreación y de una piscina en la casa de un vecino.
La pareja perdedora del duelo realizado, deberá enfrentar el proceso de eliminación junto a otra pareja elegida por todos los participantes, para ello, se lleva a cabo una votación secreta individual. Así ambas parejas se someterán a una votación popular telefónica, para así determinar cual de las dos parejas deberá retirarse del concurso. Ambas parejas antes de conocer la votación que eliminará a uno de ellos, votarán en pareja por una pareja para estar en "zona de riesgo", la pareja que pierda es quien valdrá su opción de la pareja en zona de riesgo, la cual será la próxima pareja marcada.
La "pareja jefe", mediante votación dentro de los participantes, tendrá responsabilidades y deberes, los beneficios son tener voto cuando exista un empate en decisiones, además de decidir las mejoras a la casa, pero sus obligaciones son manejar el presupuesto de la obra, además de determinar quien hará cual labor dentro de los participantes, además, deberá comprar los materiales de obra y la comida para la semana.
Cada semana el arquitecto designa una meta denominada "desafío Easy" (derivado de uno de los auspiciadores del programa), en cuanto a tareas realizadas que deberán cumplir. Si al final de la semana esta meta se cumple, la casa recibe una mejora no contemplada en los planos originales.
Luego de la eliminación de las hermanas Zegers, cambian las reglas, primordialmente en la inmunidad. Luego de quedar la pareja en riesgo, esta elige a otra pareja para enfrentarse en un duelo en duplas, pero el ganador de este duelo no consigue la inmunidad, sino que posteriormente (a excepción de la pareja perdedora del duelo en duplas que pasa directamente a la votación telefónica para salir de La casa), se enfrentan todos en una competencia grupal, la pareja ganadora obtiene la inmunidad y el resto se someten a la votación de sus compañeros para elegir a la segunda pareja que irá a votación telefónica.
Por lo general personalidades visitan La casa, hasta el momento lo han hecho el actor Juan Falcón, Carla Ballero, Hotuiti, el humorista Coco Legrand y los músicos Saiko y DJ Méndez.

### Repechaje
Tras la sexta semana y la eliminación de los Zeballos, se anunció un repechaje del cual participarán las parejas eliminadas, las cuales deberán enfrentar una eliminación tipo playoff y la final se disputará en una final de tres parejas. Solo dos parejas reingresarán. Sin repechaje entra una pareja totalmente nueva. Durante esta fase no existirá fase de eliminación regular.
| Marco y María Pía        | Héctor y Elizabeth       | Héctor y Elizabeth Jorge y Ana Luisa |
| Héctor y Elizabeth       | Héctor y Elizabeth       | Héctor y Elizabeth Jorge y Ana Luisa |
| Paula y Carolina         | Francisco y María Isabel | Héctor y Elizabeth Jorge y Ana Luisa |
| Francisco y María Isabel | Francisco y María Isabel | Héctor y Elizabeth Jorge y Ana Luisa |
| Jorge y Ana Luisa        | Jorge y Ana Luisa        | Héctor y Elizabeth Jorge y Ana Luisa |
| Miguel y Diego           | Jorge y Ana Luisa        | Héctor y Elizabeth Jorge y Ana Luisa |

### Final
La final del programa se realizó el 10 de abril de 2006 a las 22 horas (UTC-4). Los participantes fueron la pareja de primos Franco Braccesi y Alejandro Birman y el matrimonio conformado por Christian Abascal y Tania Fredes.
La gala final, que lideró la sintonía con cerca de 20 puntos, contó con la presencia de todos los participantes del programa y fue conducido por los dos animadores principales. Luego de la presentación de videos recordando los mejores momentos del programa, se realizó una competencia para determinar el ganador de un automóvil Fiat nuevo. La prueba consistía en cruzar un pasillo cortando con tijeras los soportes de unas rejas que impedían el paso a un ascensor manual. Los primos obtuvieron una fácil ventaja en un comienzo, pero tras obtener los mazos que pendían de lo más alto de la estructura amarrados a unas cuerdas, sus poleas se trabaron impidiéndole el descenso y permitiendo que Christian y Tania estuvieran cerca de alcanzarlos. Finalmente, Franco y Alejandro lograron descender completamente antes que la pareja de casados y encontraron la llave del automóvil en un bloque de cemento que rompieron con los mazos.
Durante el programa, se entregó el premio simbólico "A poner el hombro", entregado por el jefe de obra Carlos Catalán al integrante de la casa que a su criterio había trabajado más en la construcción de la casa. Los nominados fueron Franco, Iván y Jaime, ganando este último. A continuación, las parejas se reencontraron con sus familias sorpresivamente, y finalmente ambas parejas recibieron premios especiales: mientras Franco y Alejandro recibieron pasajes a La Habana, Christian recibió un proyecto para trabajar como diseñador gráfico en la empresa Easy.
Minutos antes de las 24 horas, se anunciaron los cómputos de la votación telefónica que se había extendido durante la última semana. Por un 72,01% contra un 27,99%, Christian y Tania fueron los ganadores de La casa, según canal 13 avaluada en más de 140 millones de pesos, lo cual no era real ya que la tasación no superó los 90 millones de pesos, Por otro lado, Franco y Alejandro recibieron $10 millones de pesos por ser finalistas.

## Participantes
| Equipo y pareja     | Equipo y pareja                  | Profesión                    | Relación     | Seguimiento |
|                     | Christian Abascal                | Diseñador gráfico            | Matrimonio   | Primer lugar en la final con un 72,01% |
| Tania Fredes        | Auxiliar de párvulos             |                              | Matrimonio   | Primer lugar en la final con un 72,01% |
|                     | Franco Braccesi                  | Estudiante de Arquitectura   | Primos       | Segundo lugar en la final con un 27,99% |
| Alejandro Birman    | Estudiante de Derecho            |                              | Primos       | Segundo lugar en la final con un 27,99% |
|                     | Jean Paul Olivares               | Deportista olímpico          | Matrimonio   | Ingreso en la séptima semana Eliminados en la duodécima semana (64,65% ante Franco y Alejandro)                                                                                            |
| Carolina Chacón     | Deportista olímpica              |                              | Matrimonio   | Ingreso en la séptima semana Eliminados en la duodécima semana (64,65% ante Franco y Alejandro)                                                                                            |
|                     | Héctor Labarca                   | Taxista                      | Pareja       | Ingreso en la segunda semana Eliminados en la segunda semana (51,29% ante Carolina y Paula) Reingreso en la séptima semana Eliminados en la undécima semana (83,96% ante Cristian y Tania) |
| Elizabeth Provoste  | Asesora del hogar                |                              | Pareja       | Ingreso en la segunda semana Eliminados en la segunda semana (51,29% ante Carolina y Paula) Reingreso en la séptima semana Eliminados en la undécima semana (83,96% ante Cristian y Tania) |
|                     | María Estela Villouta            | Estudiante de Diseño         | Hermanos     | Eliminados en la décima semana (58,88% ante Alejandro y Franco) |
| Jaime Villouta      | Administración de empresas       |                              | Hermanos     | Eliminados en la décima semana (58,88% ante Alejandro y Franco) |
|                     | Jorge Uribe                      | Vendedor                     | Matrimonio   | Eliminados en la quinta semana (77,24% ante Estela y Jaime) Reingreso en la séptima semana Eliminados en la novena semana (50,08% ante Alejandro y Franco)                                 |
| Ana Luisa Toro      | Cosmetóloga                      |                              | Matrimonio   | Eliminados en la quinta semana (77,24% ante Estela y Jaime) Reingreso en la séptima semana Eliminados en la novena semana (50,08% ante Alejandro y Franco)                                 |
|                     | Iván Dan Weber                   | Ingeniero agrónomo, modelo   | Matrimonio   | Eliminados en la octava semana (85,64% ante Estela y Jaime) |
| Cristina García     | Diseñadora gráfica, Miss Playboy |                              | Matrimonio   | Eliminados en la octava semana (85,64% ante Estela y Jaime) |
|                     | Miguel Zeballos                  | Técnico en comercio exterior | Padre e hijo | Eliminados en la sexta semana (75,04% ante Christian y Tania) |
| Diego Zeballos      | Estudiante de Periodismo         |                              | Padre e hijo | Eliminados en la sexta semana (75,04% ante Christian y Tania) |
|                     | Francisco Ruiz                   | Publicista                   | Pareja       | Ingreso en la tercera semana Eliminados en la cuarta semana (54,11% ante Ana Luisa y Jorge)                                                                                                |
| María Isabel Yousef | Periodista                       |                              | Pareja       | Ingreso en la tercera semana Eliminados en la cuarta semana (54,11% ante Ana Luisa y Jorge)                                                                                                |
|                     | Paula Zegers                     | Modelo                       | Hermanas     | Eliminadas en la tercera semana (71,27% ante Francisco y María Isabel) |
| Carolina Zegers     | Modelo                           |                              | Hermanas     | Eliminadas en la tercera semana (71,27% ante Francisco y María Isabel) |
|                     | Marco Rodríguez                  | Comerciante                  | Matrimonio   | Eliminados en la primera semana (76,61% ante Miguel y Diego) |
| María Pía Latorre   | Fotógrafa                        |                              | Matrimonio   | Eliminados en la primera semana (76,61% ante Miguel y Diego) |

### Tabla resumen
| Participante           | Semana    | Semana    | Semana    | Semana    | Semana    | Semana    | Semana   | Semana    | Semana    | Semana    | Semana    | Semana    | Semana           |
| Participante           | 1         | 2         | 3         | 4         | 5         | 6         | 7        | 8         | 9         | 10        | 11        | 12        | Final            |
| ---------------------- | --------- | --------- | --------- | --------- | --------- | --------- | -------- | --------- | --------- | --------- | --------- | --------- | ---------------- |
| Christian Tania        | Salvados  | Salvados  | Salvados  | Salvados  | Salvados  | Nominados | Salvados | Salvados  | Salvados  | Salvados  | Nominados | Salvados  | Ganadores 72,01% |
| Franco Alejandro       | Salvados  | Salvados  | Salvados  | Salvados  | Salvados  | Salvados  | Salvados | Salvados  | Nominados | Nominados | Salvados  | Nominados | 2.º Lugar 27,99% |
| Jean Paul Carolina     | No estaba | No estaba | No estaba | No estaba | No estaba | No estaba | Salvados | Salvados  | Salvados  | Salvados  | Salvados  | 64,65     |                  |
| Héctor Elizabeth       | No estaba | 51,29     |           |           |           |           | Salvados | Salvados  | Salvados  | Salvados  | 83,96     |           |                  |
| María Estela Jaime     | Salvados  | Salvados  | Salvados  | Salvados  | Nominados | Salvados  | Salvados | Nominados | Salvados  | 58,88     |           |           |                  |
| Jorge Ana Luisa        | Salvados  | Salvados  | Salvados  | Nominados | 77,24     |           | Salvados | Salvados  | 50,08     |           |           |           |                  |
| Iván Cristina          | Salvados  | Salvados  | Salvados  | Salvados  | Salvados  | Salvados  | Salvados | 85,64     |           |           |           |           |                  |
| Miguel Diego           | Nominados | Salvados  | Salvados  | Salvados  | Salvados  | 75,04     |          |           |           |           |           |           |                  |
| Francisco María Isabel | No estaba | No estaba | Nominados | 54,11     |           |           |          |           |           |           |           |           |                  |
| Paula Carolina         | Salvadas  | Nominadas | 71,27     |           |           |           |          |           |           |           |           |           |                  |
| Marco María Pía        | 76,61%    |           |           |           |           |           |          |           |           |           |           |           |                  |

     La pareja es nominada y posteriormente eliminada por el público.
     La pareja es nominada y corre riesgo de irse eliminados.
     La pareja se salva de ser nominada y eliminada.